# Castelmarte
Castelmarte – miejscowość i gmina we Włoszech, w regionie Lombardia, w prowincji Como.
Według danych na rok 2004 gminę zamieszkiwało 1247 osób, 1247 os./km².